# Cleandridas
Cleandridas foi um espartano.
Em 446 a.C. [carece de fontes?], a Eubeia se revoltou contra Atenas, e, quando Péricles se dirigiu à ilha com uma grande força, chegou a notícia de que Mégara havia passado para o lado do inimigo e que um exército de lacedemônios, liderado pelo rei Plistóanex, estava muito próximo da Ática. Péricles trouxe sua força de volta da Eubeia, mas não quis lutar contra os hoplitas, que eram muitos, bravos e tinham vontade de lutar. Plistóanex era jovem, e os éforos haviam enviado Cleandridas com ele, como guardião e conselheiro. Péricles o corrompeu, e fez com que os peloponésios voltassem da Ática.
Quando o exército se retirou e foi desmobilizado, os lacedemônios impuseram uma pesada multa ao rei, e conderam Cleandridas, que havia se exilado, à morte.
Ele foi o pai de Gilipo que, após derrotar os atenienses na Sicília também se envolveu em corrupção e foi banido. Plutarco comenta que a ganância do pai foi como uma doença congênita, que passou para o filho.